# Circulaire
Een circulaire (officieel rondzendbrief, maar ook rondschrijven of (in België) omzendbrief genoemd) is een brief of meer algemeen eenzelfde mededeling die aan verschillende personen of instellingen wordt rondgestuurd. Meestal gaat het om een mededeling door of namens de leiding van een publieke of private organisatie aan diegenen die werkzaam zijn binnen die organisatie.
Vooral binnen de overheid wordt veel gebruikgemaakt van circulaires. Vaak gaat het daarbij om de invulling van wetgeving en/of de praktische toepassing ervan. Soms ook bevat een circulaire slechts een mededeling of een advies van de ene aan de andere overheid.
Circulaires geven adviezen: ze gelden alleen voor medewerkers van de rijksdienst. In bepaalde gevallen introduceren circulaires nieuwe regels (circulaires réglementaires); zodanig dat men onder bepaalde voorwaarden in beroep kan gaan tegen machtsmisbruik.
Particulieren kunnen ook gebruikmaken van circulaires om een bepaald onderwerp onder de aandacht te brengen.
Het woord "omzendbrief" is een vrij letterlijke vertaling uit het Frans van het Franse circulaire en stamt oorspronkelijk uit het Afrikaans (omsendbrief). Het woord is vooral in Vlaanderen in gebruik. In Nederland is het woord rondschrijven gebruikelijker, hetgeen aansluit bij het Duitse Rundschreiben.

## België
Een voorbeeld van een bekende omzendbrief in België is omzendbrief-Peeters.
Er zijn verschillende categorieën van omzendbrieven:
1. Interpretatieve omzendbrief: Men gaat een toelichting geven, deze is niet bindend en niet vatbaar voor annulatie bij de Raad van State.
2. Verordende omzendbrief: Men gaat dwingende regels formuleren en deze is wel vatbaar voor annulatie bij de Raad van State.
3. Indicatieve omzendbrief: Men gaat beleidsnormen omschrijven.

## Nederland
Een voorbeeld van een circulaire is de eindejaarscirculaire Circulaire wijzigingen in de financiële arbeidsvoorwaarden per 1 januari 2014 voor de ambtenaren werkzaam in de sector Rijk. Deze bevat ook een overzicht van de 6 circulaires op hetzelfde terrein die tot stand zijn gekomen sinds de vorige eindejaarscirculaire. De titel in de Staatscourant vermeldt niet altijd expliciet dat het een circulaire is. De titel op wetten.overheid.nl wel, zo nodig wordt "Circulaire" toegevoegd aan het begin, en wordt de eerste letter van de titel in de Staatscourant veranderd in een kleine letter.